# Sicasal-Acral
L'equip Sicasal-Acral (codi UCI: SIC), conegut anteriorment com a Torrense-Sicasal, va ser un equip ciclista portuguès que competí professionalment entre 1986 i 1995.

## Corredor millor classificat en les Grans Voltes
| Any  | Giro d'Itàlia           | Tour de França | Volta a Espanya                         |
| ---- | ----------------------- | -------------- | --------------------------------------- |
| 1986 | -                       | -              | -                                       |
| 1987 | -                       | -              | -                                       |
| 1988 | -                       | -              | 62.º António Joaquim de Castro Oliveira |
| 1989 | -                       | -              | 66.º Fernando Fernandes Sousa           |
| 1990 | -                       | -              | 77.º Serafin Vieira de Araújo           |
| 1991 | -                       | -              | 45.º Cássio Freitas                     |
| 1992 | -                       | -              | 20.º Edgar Corredor Álvarez             |
| 1993 | -                       | -              | 28.º Serafin Vieira de Araújo           |
| 1994 | -                       | -              | 38.º Carlos Pinho                       |
| 1995 | 41.º Quintino Rodrigues | -              | 73.º Serafin Vieira de Araújo           |

## Principals resultats
- Volta a Portugal: Manuel Cunha (1987), Joaquim Gomes (1989), Jorge Silva (1991),
- Volta a l'Algarve: Manuel Cunha (1987), Joaquim Adrego Andrade (1991), Vitor Gamito (1994)
- Trofeu Joaquim Agostinho: Joaquim Gomes (1990), Joaquim Sampaio (1993)
- Volta a Aragó: Edgard Corredor (1991)
- Volta a l'Alentejo: Antonio Pinto (1992), Jorge Silva (1993), Carlos Carneiro (1994)

### A les grans voltes
- Volta a Espanya
  - 8 participacions (1988, 1989, 1990, 1991, 1992, 1993, 1994, 1995)
  - 0 victòries d'etapa:
  - 0 classificació final:
  - 0 classificacions secundàries:

- Tour de França
  - 0 participacions

- Giro d'Itàlia
  - 1 participacions (1995)
  - 0 victòries d'etapa:
  - 0 classificació final:
  - 0 classificacions secundàries:

## Classificacions UCI
La següent classificació estableix la posició de l'equip en finalitzar la temporada.
| Temporada | Classificació per equips | Millor ciclista en la classificació individual |
| --------- | ------------------------ | ---------------------------------------------- |
| 1995      | 30è                      | Manuel Luis Abreu Campos (202è)                |